# Kurt Pahlen
Kurt Pahlen (Viena, 26 de maio de 1907 - Lenk im Simmental, 24 de julho de 2003) foi um escritor, compositor e regente de orquestra austríaco.

## Biografia
Pahlen doutorou-se na Academia de Música de Viena em 1929, depois do qual começou sua carreira de concertista na mesma cidade. Em 1938 emigrou para a Argentina, após a anexação da Áustria pela Alemanha Nazi.
Foi diretor da Orquestra Filarmónica de Buenos Aires e em 1957 assumiu a direção do Teatro Colón, um dos mais importantes teatros do mundo. Desenvolveu um importante trabalho pedagógico-musical. Também foi diretor do Coro Juvenil de Rádio Nacional em Buenos Aires.
Foi autor de mais de sessenta livros sobre música (entre eles "A Criança e a Música") e temas relacionados, entre os quais uma História Universal da Música. Voltou à Europa na década de 1970 e naturalizou-se suíço em 1982. 
Pahlen morreu em 2003, aos 96 anos após fraturar o fêmur e contrair pneumonia.